# ポリチャネ
ポリチャネ(スロベニア語: Poljčane)はスロベニア北東部の町および基礎自治体で、マリボルの南35km、ツェリェの北東35kmの場所に位置する。
伝統的にこの地域はシュタイエルスカ地方に含まれる。従来ポリチャネはスロヴェンスカ・ビストリツァ自治体に属していたが、2006年に独立した基礎自治体となった。ポリチャネは現在、ポドラヴェ地域に含まれる。町はボーチュ山北側のドラヴィニャ川流域に位置する。
地域幹線道であるマリボル - ロガーシュカ・スラティナ線とツェリェ - プトゥイ線が交わる場所で、鉄道はリュブリャナからマリボルへ向かう路線が通り、町には駅もある。健康センターや小学校、郵便局、2つのスーパーマーケットなどの他、小さなイン、バー、いくつかのレストランなども立地する。ポリチャネはポーチュ山へのスタート地点でハイキングやトレッキング、マウンテンバイクなどの目的地としても地域ではポピュラーである。ボーチュ山山頂からは美しいスロベニア東部の景色を眺めることもできる。

## 経済
町の産業は木材の加工や建設業、電子機器などである。周辺地域では多くの耕作地がある。多くの町の住民はマリボルやスロヴェンスカ・ビストリツァ、ツェリなどの周辺都市へ通勤している。